# عنکبوت‌های پنجره‌ساز
عنکبوت‌های پنجره‌ساز (نام علمی: Cyrtaucheniidae) نام یک تیره از راسته عنکبوت است.